# Алієв Фірудін Алі огли
Фірудін Алі огли Алієв (1921, станція Баладжари, тепер Азербайджан — 4 червня 1957) — азербайджанський радянський діяч, залізничник, машиніст паровоза депо станції Баладжари Азербайджанської РСР. Депутат Верховної Ради СРСР 4-го скликання.

## Життєпис
Народився в родині робітника паровозного депо станції Баладжари. У 1937 році закінчив школу фабрично-заводського учнівства.
У 1937—1938 роках — слюсар вагонного депо, в 1938—1941 роках — слюсар паровозного депо станції Баладжари Азербайджанської РСР. У 1941 році склав іспит на помічника машиніста паровоза.
У вересні 1941—1943 роках — у Червоній армії, учасник німецько-радянської війни. Служив у протитанковій артилерії.
У 1943—1946 роках — помічник машиніста на залізниці Москва — Донбас. З 1944 по 1945 рік навчався на курсах машиністів.
З лютого 1946 по 1957 рік — машиніст паровозного депо станції Баладжари Азербайджанської РСР.